# Peter Radford
Peter Radford, född 20 september 1939 i Walsall i West Midlands, är en  brittisk före detta friidrottare.
Radford blev olympisk bronsmedaljör på 100 meter vid olympiska sommarspelen 1960 i Rom.